# 미우라 소타
미우라 소타(일본어: 三浦 颯太, 2000년 9월 7일~)는 일본의 축구 선수로 포지션은 오른쪽 풀백이다. 현재 J1리그 가와사키 프론탈레와 일본 축구 국가대표팀 소속으로 활동하고 있다.

## 구단 경력
그는 2022년 J2리그의 방포레 고후에 입단했다. 2023년까지 26경기에 출전. 2024년 J1리그의 가와사키 프론탈레로 이적했다. 2025년에 AFC 챔피언스리그 엘리트 준우승.

## 국가대표팀 경력
그는 2024년 1월 1일 태국과의 경기에서 일본 국가대표팀에 데뷔했다.

## 통계
| 일본 | 일본 | 일본 |
| 연도 | 출전 | 득점 |
| ---- | ---- | ---- |
| 2024 | 1    | 0    |
| 통산 | 1    | 0    |